# Chretien Jacques Adrien van Nagell
Chretien Jacques Adrien baron van Nagell, heer van de beide Ampsen, ook wel Christien Jacques Adrien genoemd ('s-Gravenhage, 26 juni 1784 – Laren (Gld.), 2 oktober 1883) was een Nederlands politicus.

## Familie
Van Nagell was een zoon van Anne Willem Carel baron van Nagell, heer van de beide Ampsen (1756-1851) en Anna Catharina Elisabeth du Tour (1761-1853).
Hij trouwde op 15 augustus 1820 met Justina Maria Wilhelmina barones Rengers (1795-1863), grootmeesteres van koningin Anna Paulowna van Rusland, dochter van Justinus Sjuck Gerrold Juckema van Burmania baron Rengers (1773-1832) en Henriëtte Jacoba van Andringa de Kempenaer (1775-1820).
Uit dit huwelijk kwamen de volgende kinderen:
- Anne Wilhelmina Elizabeth barones van Nagell (1822-1900), trouwde met Moritz Carl Freiherr von Nagell-Gartrup (1812-1873), zoon van Paul David Sigismund Maurits van Nagell (1757-1844) en Constance Hermine Albertine des H.R.Rijksgravin von Quadt-Huchtenbroeck, erfdochter van Gartrup (1772-1842).
- mr. Justinus Egbert Hendrik baron van Nagell, heer van de beide Ampsen (1825-1901), trouwde met Sophia barones Schimmelpenninck van der Oije (1828-1897), dochter van Willem Anne baron Schimmelpenninck van der Oye, heer van de beide Pollen en Nijenbeek (1800-1872) en Adrienne Sophie barones van Rhemen (1806-1842).

## Loopbaan

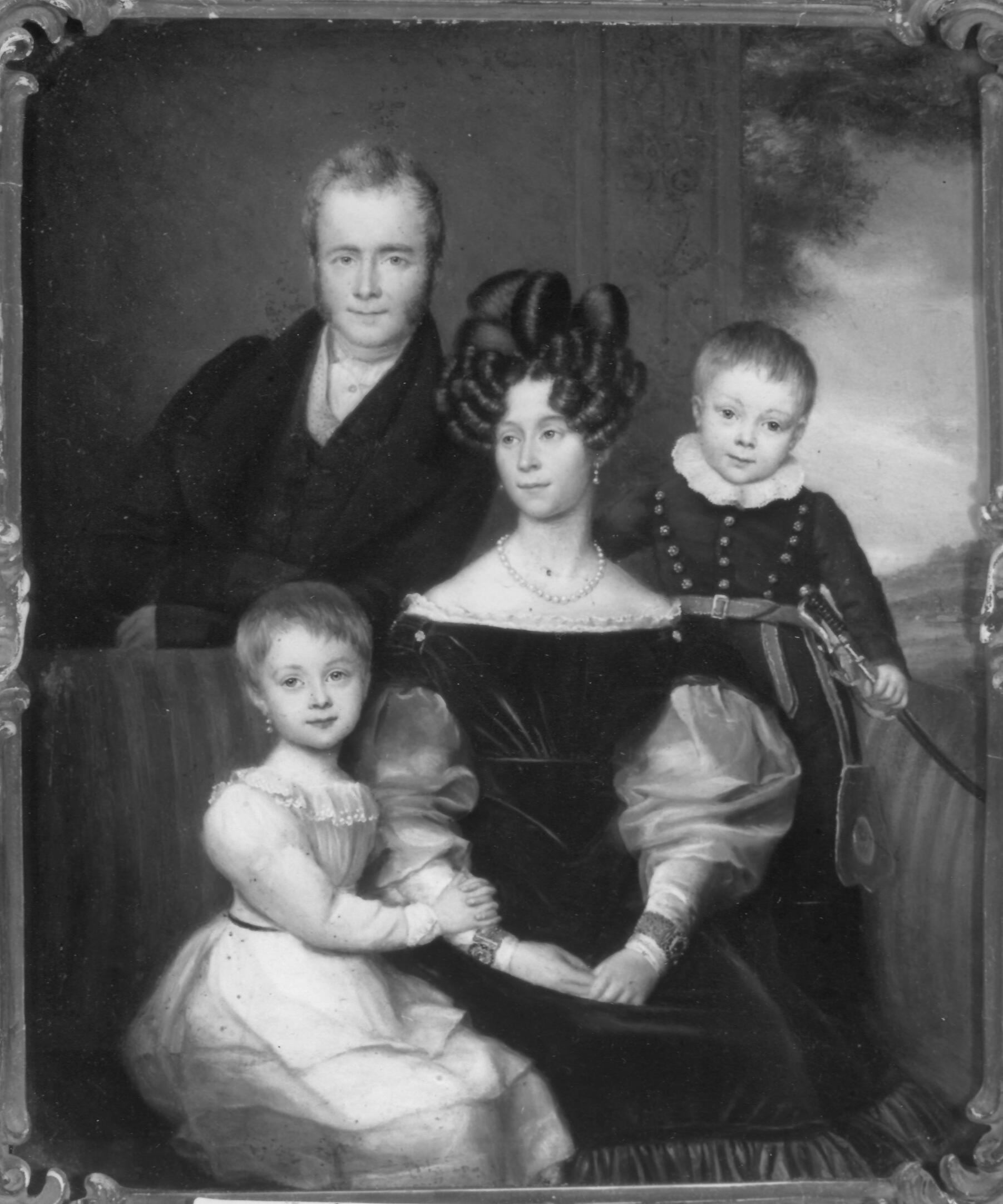
Christien Jacques Adrien baron van Nagell, heer van de beide Ampsen (1784-1883) met zijn gezin

Hij was een landeigenaar, die op kasteel Ampsen bij Laren (Gld.) woonde en die als Tweede Kamerlid allengs opschoof van oppositioneel naar regeringsgezind. Hij stemde in de jaren 1830 geregeld tegen de begroting, maar keerde zich in 1848 tegen de voorstellen tot grondwetsherziening.
Op 10 februari 1814 kreeg hij de functie van kamerheer van koning Willem I in buitengewone dienst. Op 9 december van dat jaar werd hij lid van de Ridderschap van Gelderland. Met ingang van die datum was hij jonkheer geworden, op 25 mei 1822 werd hij benoemd tot baron.

## Onderscheidingen
- Ridder in de Orde van de Nederlandse Leeuw (1834)
- Grootofficier in de Orde van de Eikenkroon (1847)

- Biografisch Portaal: 26547219
- Digitale Bibliotheek voor de Nederlandse Letteren: nage008
- Parlement.com: vg09llsghkss